# Родина (Самарская область)
Родина — посёлок в Шенталинском районе Самарской области в составе сельского поселения Старая Шентала.

## География
Находится на правом берегу реки Кондурча на расстоянии примерно 4 километра по прямой на юг по прямой от районного центра станции Шентала.

## Население
Постоянное население составляло 1 человек (мордва 100 %) в 2002 году, 0 в 2010 году.